# المكتبة الشاملة
المكتبة الشاملة برنامج لقراءة الكتب الإسلامية، يحتوى على ما يقرب من 8000 كتاب معتمد، تُعَد فيه الكتب بتحويلها من كتب مخطوطة أو مطبوعة أو مُصَوَّرة إلى كتب رقمية يمكن البحث بداخلها وتصفحها ونسخها وتحميلها باستخدام البرنامج أو من الموقع. كما يمكن تحميل الكتب بصيغة bok والتي تعمل في البرنامج الخاص بالموسوعة. كذلك يمكن استيراد الكتب بصيغ نصية أخرى للبرنامج.

## تاريخ
- ظهر الإصدار الأول في صفر 1426هـ (أبريل 2005م)، وكان الهدف منه الاستخدام الشخصي، وكان كعامة برامج المكتبات المنتشرة، لا يمكن زيادة الكتب فيه.
- ثم ظهر الإصدار الثاني في  ذي الحجة 1426هـ (يناير 2006م)، وكان أهم ما يميزه إمكانية إضافة أو حذف الكتب فيه بسهولة ويسر، وهذه الفكرة كانت جديدة على برامج المكتبات وقتها، ولم تسبق إليها الشاملة.
- ثم ظهر الإصدار الثالث في جمادى الثانية 1429هـ (يونيو 2008م)، وكان أهم ما يميزه هو إمكانية ربط نصوص الكتب بالنسخ المصورة لها بحيث يمكن التأكد من النص في مصدره الأصيل بضغطة زر.
- ثم في ربيع الثاني 1433هـ (مارس 2012)، أصبح البرنامج برعاية (المكتب التعاوني للدعوة والإرشاد وتوعية الجاليات بحي الروضة).[7]

## واجهات الاستخدام
للبرنامج عدد من واجهات الاستخدام المطوََرة من قبل الموقع الرسمي وأخرى من مطورين آخرين.

### واجهة الويب
للبرنامج واجهة ويب رسمية يمكن من خلالها تصفح الكتب والبحث فيها.

### واجهات لأجهزة المحمول

#### أندرويد
- الإصدار الرسمي

#### أي فون
- الإصدار الرسمي

## خزانة الكتب
تحتوي على الأقسام التالية:
- العقيدة
- التفاسير
- علوم القرآن
- كتب متون الحديث
- شروح الحديث
- السيرة النبوية
- التراجم والطبقات
- كتب الأنساب
- كتب البلدان
- كتب التاريخ
- كتب الأخلاق والرقائق
- كتب التخريج
- مصطلح الحديث
- الأجزاء الحديثية
- كتب الألباني
- كتب العلل والسؤالات
- الفتاوى
- أصول الفقه
- السياسة الشرعية والقضاء
- كتب ابن القيم
- كتب ابن تيمية
- كتب ابن أبي الدنيا
- الفقه العام
- الفقه الحنبلي
- الفقه الحنفي
- الفقه الشافعي
- الفقه المالكي
- علوم اللغة والمعاجم
- كتب الأدب
- فهارس الكتب
- كتب عامة
- معاجم اللغات الأخرى